# Oberto II. von Biandrate
Graf Oberto II. von Biandrate († nach 1224) war ein italienischer Teilnehmer des vierten Kreuzzuges und zeitweise Regent des Königreichs Thessaloniki. Er war ein Sohn des Grafen Oberto I. von Biandrate.
Oberto nahm im Gefolge des mit ihm verwandten Markgrafen Bonifatius von Montferrat am vierten Kreuzzug (1202–1204) teil. Der Markgraf stieg dort nach der Eroberung von Konstantinopel zum König des neu gegründeten Königreichs Thessaloniki auf und fiel 1207 im Kampf gegen die Bulgaren. Als neuer König folgte ihm sein unmündiger Sohn Demetrius nach, unter der Regentschaft seiner Mutter Margarete von Ungarn. 
Oberto von Biandrate übernahm als einer der engsten Gefolgsmänner des Bonifatius das Amt eines Bailli und verdrängte die Königinmutter faktisch in der Regierung über das Königreich. Er konnte dabei auf die Unterstützung der lombardischen Ritterschaft bauen, die sich mit Bonifatius von Montferrat in Thessaloniki niedergelassen hatte.
Oberto revoltierte sofort gegen die Oberherrschaft des lateinischen Kaisers Heinrich und stellte die Rechtmäßigkeit der Nachfolge des Demetrius in Frage. Er und seine Anhänger favorisierten stattdessen den ältesten Sohn des Bonifatius, Markgraf Wilhelm VI. von Montferrat, als legitimen König, welcher allerdings in Italien weilte. Margarete rief gegen Oberto die Hilfe Kaiser Heinrichs an, welcher im Winter 1208 gegen Thessaloniki zog. Da ihm Oberto den Zutritt wie auch die geforderte Huldigung verwehrte, musste der Kaiser den kalten Winter über vor den Toren der Stadt im Zelt seines Feldlagers verbringen. Erst nachdem er gegenüber Oberto einige Zugeständnisse machte, wie die Anerkennung allen Landes von Dyrrhachion bis zur Ägäis wie auch die Oberhoheit über Theben und Achaia für das Königreich, konnte der Kaiser zu Jahresbeginn 1209 in Thessaloniki einziehen. Der Kaiser ließ Oberto umgehend festnehmen und unter der Aufsicht des Berthold von Katzenelnbogen in die Burg von Serres einkerkern. Am 9. Januar 1209 wurde Demetrius vom Kaiser persönlich zum König von Thessaloniki gekrönt und auf einem Anfang Mai 1209 einberufenen Parlement in Ravennika unterstellte er die Fürstentümer Theben und Achaia der direkten Oberhoheit des Kaiserreichs.
Die aufrührerischen Lombarden, die sich in Ravennika nicht dem Kaiser unterwerfen wollten, hatten sich inzwischen in der Kadmeia von Theben verschanzt. Am 8. Mai 1209 konnte der Kaiser aber die Kadmeia einnehmen und die Lombarden zur Unterwerfung zwingen, der Aufstand wurde damit endgültig beendet. Noch Ende desselben Monats wurde Oberto aus seinem Gefängnis entlassen. Er wandte sich nach Euböa (Negroponte) und hoffte mit seinem hier herrschenden ehemaligen Anhänger Ravano dalle Carceri einen erneuten Aufstand gegen Kaiser Heinrich anzetteln zu können. Nachdem dieser aber androhte, auf Euböa zu landen, versagte Ravano dalle Carceri seine Unterstützung, worauf auch Oberto nun endgültig aufgeben musste. Er zog in seine italienische Heimat zurück, an den Hof von Markgraf Wilhelm VI. von Montferrat.
Gerüchten zeitgenössischer Berichte zufolge war Oberto für den plötzlichen Tod Kaiser Heinrichs im Jahr 1226 verantwortlich. Letztmals wird er als Teilnehmer der Expedition Wilhelms VI. von Montferrat genannt, der 1224 aufbrach, um das inzwischen an Theodoros I. Angelos gefallene Thessaloniki zurückzuerobern.